# Campeonato Sul-Americano de Futebol de Salão de 1971
O Campeonato Sul-Americano de Futebol de Salão de 1971 foi a 3ª edição do Campeonato Sul-Americano de Futebol de Salão entre seleções nacionais, organizado pela Confederação Sul-Americana de Futebol de Salão e FIFUSA. Todos os jogos foram disputados na cidade de São Paulo, Brasil. 
O Brasil sagrou-se campeão batendo o Uruguai na final.

## Premiação
| Campeonato Sul-Americano de Futebol de Salão de 1971 |
| ---------------------------------------------------- |
| Brasil 2º Título                                     |